# Skotské království
Skotské království (skotsky Kinrick o Scotland, skotskou gaelštinou Rìoghachd na h-Alba, anglicky Kingdom of Scotland) byl stát, který existoval od 9. století (tradičně tradovaný letopočet je 843) až do roku 1707. Rozkládal se na severní třetině ostrova Velké Británie a sousedil s Anglickým královstvím, se kterým se sloučil roku 1707 přijetím zákonů o sjednocení (Acts of Union 1707) parlamenty obou států do Království Velké Británie. Od roku 1482, kdy Angličané ovládli město Berwick, území Skotského království odpovídá území dnešního Skotska. Kromě teritorií na ostrově patřilo do království více než 790 ostrovů.

## Historie
Skotské království (nazývané ještě jako království Alba) bylo sjednoceno roku 843 králem Kennethem Mac Alpinnem. V následujících 850 letech se vyvinulo vlastní skotské právo a vzdělávací systém, které existují do současnosti. Hlavním městem Skotského království byl Edinburgh. Jeho předchůdci byly města Scone, Dunfermline a Stirling. Počet obyvatel dosáhl roku 1700 přibližně 1,1 miliónu.
Anglické a Skotské království se roku 1603, kdy se nástupcem Alžběty I. stal skotský král Jakub I., staly personální unií. Obě země zůstaly samostatné, ale byly spojeny jedním panovníkem, který měl dva tituly – byl králem anglickým a králem skotským. Tato situace se změnila poté, co byly skotským a anglickým parlamentem přijaty v první polovině roku 1707 zákony o sjednocení a vzniklo Království Velké Británie.

## Symbolika

vlajka:
královská vlajka od 13. století
tradiční vlajka od 1542
tmavá verze v době unifikace s Anglií a Irskem